# 克列諾韋 (圖利欽區)
48°46′48″N 28°31′24″E / 48.78000°N 28.52333°E
克列諾韋（烏克蘭語：Кленове），是烏克蘭的村落，位於該國西南部文尼察州，由圖利欽區負責管轄，始建於1962年，面積0.45平方公里，海拔高度277米，2001年人口100，人口密度每平方公里222.22人。